# Discografia dei Saxon
La pagina contiene la discografia del gruppo heavy metal britannico Saxon, che inizia dal 1979.

## Album in studio
- 1979 - Saxon
- 1980 - Wheels of Steel
- 1980 - Strong Arm of the Law
- 1981 - Denim and Leather
- 1983 - Power and the Glory
- 1984 - Crusader
- 1985 - Innocence Is No Excuse
- 1986 - Rock the Nations
- 1988 - Destiny
- 1990 - Solid Ball of Rock
- 1992 - Forever Free
- 1995 - Dogs of War
- 1997 - Unleash the Beast
- 1999 - Metalhead
- 2001 - Killing Ground
- 2004 - Lionheart
- 2007 - The Inner Sanctum
- 2009 - Into the Labyrinth
- 2011 - Call to Arms
- 2013 - Sacrifice
- 2015 - Battering Ram
- 2018 - Thunderbolt
- 2022 - Carpe Diem

## Album di cover
- 2021 - Inspirations

## Album dal vivo
- 1982 - The Eagle Has Landed
- 1989 - Rock 'n' Roll Gypsies
- 1990 - Greatest Hits Live
- 1996 - The Eagle Has Landed Part II
- 1998 - BBC Sessions
- 2006 - The Eagle Has Landed III
- 2012 - Heavy Metal Thunder - Live - Eagles over Wacken
- 2014 - St. George's Day Sacrifice - Live in Manchester
- 2016 - Let Me Feel Your Power

## Raccolte
- 1984 - Strong Arm Metal
- 1988 - Anthology
- 1991 - Best of Saxon
- 1996 - A Collection of Metal
- 2000 - Rock Champions
- 2001 - Masters of Rock
- 2002 - The Very Best Saxon Album Ever
- 2002 - Heavy Metal Thunder
- 2007 - The Very Best of Saxon (1979-1988)
- 2009 - The Best Of
- 2011 - Performance
- 2012 - The Carrere Years (1979-1984)
- 2012 - The EMI Years (1985-1988)
- 2013 - Unplugged and Strung Up

## Singoli
- 1979 - Big Teaser/Stallions of the Highway (CAR 118, Carrere)
- 1979 - Backs to the Wall/Militia Guard (CAR 129, Carrere)
- 1980 - Wheels of Steel/Stand Up and Be Counted (CAR 143, Carrere)
- 1980 - 747 (Strangers in the Night)/See The Light Shining (CAR 151, Carrere)
- 1980 - Suzy Hold On/Judgement Day (CAR 165, Carrere)
- 1980 - Motorcycle Man/See the Light Shining (P-599G, Carrere, solo Giappone)
- 1980 - Strong Arm of the Law/Taking Your Chances (CAR 170, Carrere)
- 1981 - And the Bands Played On/Hungry Years/Heavy Metal Thunder (CAR 180, Carrere)
- 1981 - Never Surrender/20,000 FT (CAR 204, Carrere)
- 1981 - Princess of the Night/Fire in the Sky (CAR 208, Carrere)
- 1981 - Heavy Metal Thunder/Taking Your Chances (CAR P-1514G, Carrere, solo Giappone)
- 1983 - Power & the Glory/See the Light Shining (SAXON 1, Carrere)
- 1983 - Nightmare/Midas Touch (CAR 284, Carrere)
- 1983 - Warrior/This Town Rocks (CRE A-3342, Carrere, solo Spagna)
- 1984 - Sailing To America/A Little Bit of What You Fancy (CAR 301, Carrere)
- 1984 - Do It All for You/Just Let Me Rock (CAR 323, Carrere)
- 1984 - Bad Boys/Run For Your Lives (CA 6161601, Carrere, solo Italia)
- 1984 - Just Let Me Rock/The Crusader Prelude/Crusader (TC 17, Carrere, solo Messico)
- 1985 - Back on the Streets
- 1985 - Rock n' Roll Gypsy
- 1986 - Waiting for the Night
- 1988 - Ride Like the Wind
- 1988 - I Can't Wait Anymore
- 1990 - Altar of the Gods
- 1992 - Iron Wheels
- 1992 - Dogs of War
- 2004 - Beyond the Grave
- 2007 - If I Was You
- 2008 - Live to Rock

## Video
- 1983 - Live in Nottingham
- 1985 - Live Innocence
- 1989 - Power and the Glory - Video Anthology
- 1990 - Greatest Hits Live
- 2003 - The Saxon Chronicles
- 2003 - Live Innocence - The Power and the Glory
- 2007 - To Hell and Back Again
- 2011 - Heavy Metal Thunder - The Movie
- 2012 - Heavy Metal Thunder - Live - Eagles over Wacken
- 2014 - Warriors of the Road - The Saxon Chronicles Part II